# Ian Garry
Ian David Machado Garry (Portmarnock, 17 de noviembre de 1997) es un artista marcial mixto irlandés que compite en la categoría de peso wélter de Ultimate Fighting Championship. Antes de firmar con UFC, Garry fue campeón de peso welter de Cage Warriors. Desde el 12 de marzo de 2024, ocupa el puesto #7 en la clasificación de peso welter de UFC.

## Primeros años
Garry comenzó a entrenar boxeo a los 10 años. Cuando Conor McGregor atrajo la atención hacia las MMA en Irlanda, Garry se inspiró para probar el judo y expandir su conjunto de habilidades en artes marciales. Se convirtió en cinturón negro de judo a los 18 años. Después de asistir al Instituto de Tecnología de Dublín por un par de meses, abandonó los estudios para centrarse en las artes marciales. Tuvo su primera pelea amateur poco después de cumplir 19 años y debutó profesionalmente a los 21 años.

## Carrera de artes marciales mixtas

### Cage Warriors
Garry debuta el 16 de febrero de 2019 en la promotora inglesa Cage Warriors, frente al inglés James Sheehan, ganando el combate por decisión unánime.

###### Campeonato de peso wélter de Cage Warriors
El día 26 de junio de 2021 se enfrenta a Jack Grant por el campeonato de peso wélter de Cage Warriors. Ganó el combate por decisión unánime.

### Ultimate Fighting Championship
Ian Garry debuta en UFC el 6 de noviembre de 2021 en el evento UFC 268 frente al estadunidense Jordan Williams. Ganó el combate por KO en el primer asalto.
Garry se enfrenta el 9 de abril de 2022 a Darian Weeks en el evento UFC 273. Ganó el combate por decisión unánime con las puntuaciones (29-28, 30-27-30-27) a su favor.
Garry se enfrentó a Gabriel Green el 2 de julio de 2022, en UFC 276. Ganó la pelea por decisión unánime. 
Garry luchó contra Song Kenan el 4 de marzo de 2023, en UFC 285. Después de ser derribado en el primer asalto, ganó la pelea por nocaut técnico en el tercer asalto. 
Garry se enfrentó a Daniel Rodríguez en UFC on ABC 4 el 13 de mayo de 2023. Ganó la pelea por nocaut técnico en el primer asalto. Esta victoria le valió el premio Actuación de la noche . 
Garry estaba programado para enfrentarse a Geoff Neal en UFC 292 el 19 de agosto de 2023.  Sin embargo, Neal se retiró por razones de salud no reveladas, y fue reemplazado por Neil Magny .  Garry ganó la pelea por decisión unánime. 
Estaba previsto que Garry se enfrentara a Vicente Luque el 16 de diciembre de 2023, en UFC 296. Sin embargo, la pelea fue descartada después de que Garry se retirara debido a que contrajo neumonía la semana del evento. 
Garry estaba programado para enfrentar a Geoff Neal el 9 de marzo de 2024 en UFC 299,  pero la pareja fue trasladada a UFC 298 por razones desconocidas. Ganó en una pelea competitiva por decisión dividida. 
Garry enfrentó a Michael Page el 29 de junio de 2024, en UFC 303. Ganó la pelea por decisión unánime.
Garry estaba programado para enfrentar a Joaquín Buckley el 14 de diciembre de 2024 en UFC on ESPN 63; sin embargo, fue retirado del evento para enfrentar a Shavkat Rakhmonov una semana antes en UFC 310 en una eliminatoria a 5 rondas por el título wélter. Garry perdió la pelea por decisión unánime, lo que llevó a su primera derrota en MMA.

## Campeonatos y logros
- Ultimate Fighting Championship
  - Actuación de la Noche (una vez) vs. Daniel Rodriguez[19]

- Cage Warriors Fighting Championship
  - Campeonato de peso welter de CWFC (una vez)

## Récord en artes marciales mixtas
| Récord profesional | Récord profesional | Récord profesional |
| 17 peleas          | 16 victorias       | 1 derrotas         |
| Nocaut             | 7                  | 0                  |
| Sumisión           | 1                  | 0                  |
| Decisión           | 7                  | 1                  |
| ------------------ | ------------------ | ------------------ |

| Resultado | Récord | Oponente          | Método                                 | Evento                                | Fecha                    | Ronda | Tiempo | Localización                  | Notas                                              |
| --------- | ------ | ----------------- | -------------------------------------- | ------------------------------------- | ------------------------ | ----- | ------ | ----------------------------- | -------------------------------------------------- |
| Victoria  | 16–1   | Carlos Prates     | Decisión (unánime)                     | UFC on ESPN: Machado Garry vs. Prates | 26 de abril de 2025      | 5     | 5:00   | Kansas City, Misuri           |                                                    |
| Derrota   | 15–1   | Shavkat Rakhmonov | Decisión (unánime)                     | UFC 310                               | 7 de diciembre de 2024   | 5     | 5:00   | Las Vegas, Nevada             |                                                    |
| Victoria  | 15–0   | Michael Page      | Decisión (unánime)                     | UFC 303                               | 29 de junio de 2024      | 3     | 5:00   | Las Vegas, Nevada             |                                                    |
| Victoria  | 14–0   | Geoff Neal        | Decisión (dividida)                    | UFC 298                               | 17 de febrero de 2024    | 3     | 5:00   | Anaheim, California           |                                                    |
| Victoria  | 13–0   | Neil Magny        | Decisión (unánime)                     | UFC 292                               | 19 de agosto de 2023     | 3     | 5:00   | Boston, Massachusetts         |                                                    |
| Victoria  | 12–0   | Daniel Rodriguez  | TKO (patada a la cabeza y golpes)      | UFC on ABC: Rozenstruik vs. Almeida   | 13 de mayo de 2023       | 1     | 2:57   | Charlotte, Carolina del Norte | Actuación de la noche.                             |
| Victoria  | 11–0   | Kenan Song        | TKO (golpes)                           | UFC 285                               | 4 de marzo de 2023       | 3     | 4:22   | Las Vegas, Nevada             |                                                    |
| Victoria  | 10–0   | Gabe Green        | Decisión (unánime)                     | UFC 276                               | 2 de julio de 2022       | 3     | 5:00   | Las Vegas, Nevada             |                                                    |
| Victoria  | 9–0    | Darian Weeks      | Decisión (unánime)                     | UFC 273                               | 9 de abril de 2022       | 3     | 5:00   | Jacksonville, Florida         |                                                    |
| Victoria  | 8–0    | Jordan Williams   | KO (golpes)                            | UFC 268                               | 6 de noviembre de 2021   | 1     | 4:50   | Las Vegas, Nevada             | Debut en la UFC                                    |
| Victoria  | 7–0    | Jack Grant        | Decisión (unánime)                     | Cage Warriors 125                     | 26 de junio de 2021      | 3     | 5:00   | Londres                       | Ganó el campeonato de peso wélter de Cage Warriors |
| Victoria  | 6–0    | Rostem Akman      | TKO (golpes y patada a la cabeza)      | Cage Warriors 121                     | 19 de marzo de 2021      | 2     | 2:28   | Londres                       |                                                    |
| Victoria  | 5–0    | Lawrence Tracey   | TKO (puñetazos y codazos)              | Cage Warriors 119                     | 12 de diciembre de 2020  | 1     | 4:02   | Londres                       |                                                    |
| Victoria  | 4–0    | George McManus    | TKO (golpes y patada a la cabeza)      | Cage Warriors 115                     | 25 de septiembre de 2020 | 2     | 3:17   | Manchester                    |                                                    |
| Victoria  | 3–0    | Mateusz Figlak    | Sumisión (estrangulamiento por detrás) | Cage Warriors 110                     | 9 de noviembre de 2019   | 1     | 3:41   | Cork                          |                                                    |
| Victoria  | 2–0    | Matteo Ceglia     | TKO (rodilla voladora)                 | Cage Warriors: Unplugged 2            | 6 de septiembre de 2019  | 1     | 1:01   | Londres                       | Peso pactado en (177 lb).                          |
| Victoria  | 1–0    | James Sheehan     | Decisión (unánime)                     | Cage Warriors 101                     | 16 de febrero de 2019    | 3     | 5:00   | Liverpool                     | Debut en peso welter                               |